# Park Narodowy „Ładoskie Szkiery”
Park Narodowy „Ładoskie Szkiery” (ros. Национальный парк «Ладожские шхеры») – park narodowy położony w Republice Karelii w europejskiej części Rosji. Znajduje się na północnym i północno-zachodnim wybrzeżu jeziora Ładoga, w rejonach: łachdienpochskim, sortawalskim i pitkiaranckim, a jego obszar wynosi 1220,08 km² (w tym 528,54,km² to powierzchnia wodna). Park został utworzony dekretem rządu Federacji Rosyjskiej z dnia 28 grudnia 2017 roku.

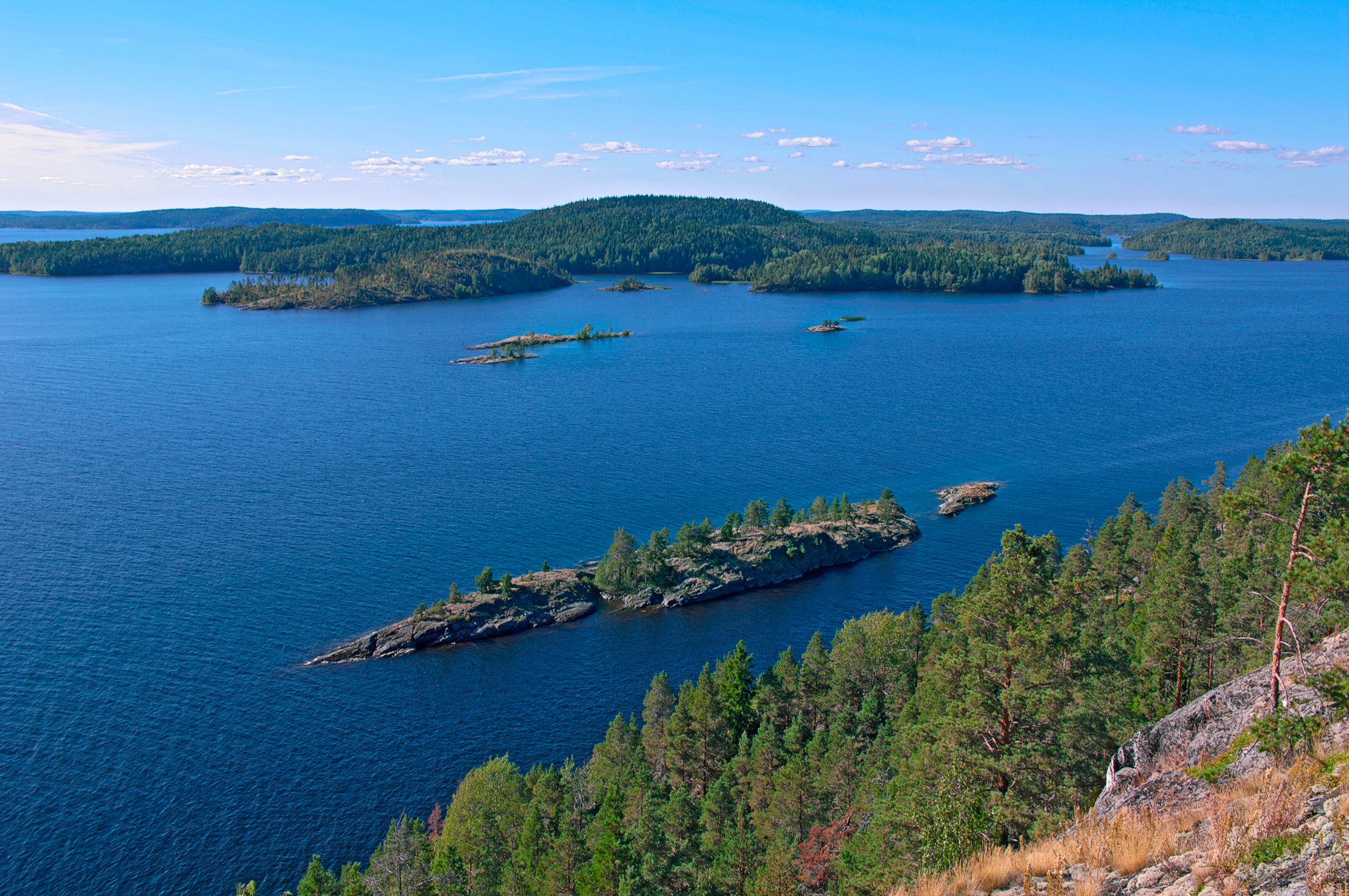

## Opis
Park został utworzony w celu zachowania naturalnych szkierów jeziora Ładoga. Obejmuje pas przybrzeżny jeziora z licznymi zatokami, cieśninami i wyspami, szkierową część wybrzeża i przylegający akwen. Długość linii brzegowej jeziora w granicach parku wynosi ponad 1000 km. Obszar szkierowy rozciąga się od wyspy Kilpoła, w pobliżu wsi Bieriozowo na zachodzie, do miasta Pitkiaranta na wschodzie. Największe wyspy w parku to: Kilpoła, Kuchka, Sorołansari, Łauwatsari, Putsari i Riekkałansari.

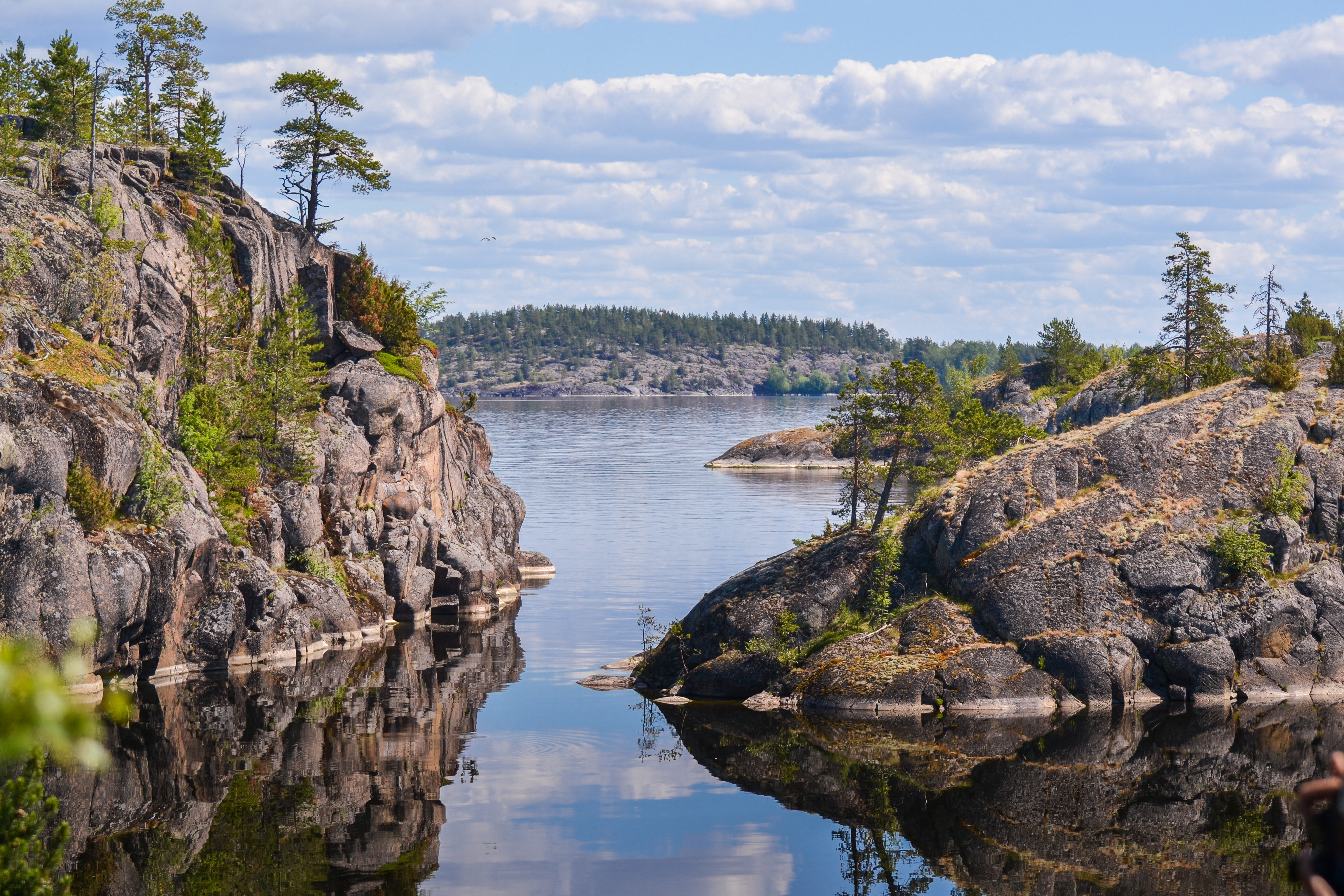

## Flora i fauna
Na terenie parku przeważają lasy iglaste, które zajmują około 85% terytorium. Na 90% powierzchni drzewostanów panuje sosna zwyczajna, a na ok. 10% – świerk pospolity. Resztę terytorium zajmują łąki i bagna.
Wśród chronionych gatunków zwierząt, roślin i grzybów występujących na terenie parku jest 19 gatunków ssaków, 31 gatunków ptaków, 1 gatunek gadów, 1 gatunek płazów, 12 gatunków ryb, 31 gatunków owadów, 101 gatunków roślin naczyniowych, 49 gatunków mchów, 60 gatunków porostów i 3 gatunki grzybów.
W jeziorach i rzekach parku występują 33 gatunki ryb. Są to m.in. sielawy europejskie, sieje pospolite, leszcze, szczupaki pospolite i sandacze pospolite.
Żyje tu 246 gatunków ptaków leśnych takich jak: głuszec zwyczajny, dzięcioł trójpalczasty, pełzacz leśny, wójcik, sikora czubatka, pierwiosnek, mysikrólik zwyczajny, krzyżodziób świerkowy, krzyżodziób sosnowy, puszczyk uralski. Na jeziorze i jego zatokach żyją ptaki wodne takie jak: krzyżówki, cyraneczki zwyczajne, gągoły, czernice, rybitwy popielate i kormorany zwyczajne.
Teren parku zamieszkuje 49 gatunków ssaków, m.in.: wilki szare, lisy rude, łasice pospolite, wydry europejskie, borsuki europejskie, rysie euroazjatyckie, niedźwiedzie brunatne, łosie euroazjatyckie, kuny leśne i dziki euroazjatyckie.